# Rauw Alejandro
Rauw Alejandro, wł. Raúl Alejandro Ocasio Ruiz (ur. 10 stycznia 1993 w San Juan) – portorykański piosenkarz i raper.

## Życiorys
Dorastał w muzycznej rodzinie. Jego ojciec Raúl Ocasio był gitarzystą, a matka María Nelly Ruiz śpiewała w chórze. W młodości pasjonował się piłką nożną i marzył o karierze zawodowego piłkarza, jednak kontuzja w wieku 20 lat zmusiła go do porzucenia tych planów. Po tym wydarzeniu skupił się na muzyce, publikując od 2014 roku swoje utwory na platformie SoundCloud.
W 2016 roku wydał mixtape Punto de equilibrio, co zaowocowało kontraktem z wytwórnią Duars Entertainment. Jego debiutancki album studyjny Afrodisíaco ukazał się w listopadzie 2020 roku i zdobył uznanie zarówno krytyków, jak i słuchaczy.
W czerwcu 2021 roku wydał swój drugi album studyjny Vice Versa na którym znalazł się przebój Todo de ti. Utwór ten osiągnął drugie miejsce na globalnej liście Spotify i stał się jednym z największych hitów lata 2021 roku.
W listopadzie 2022 roku artysta zaprezentował trzeci album Saturno na którym eksperymentował z różnymi gatunkami muzycznymi, łącząc tradycyjny reggaeton z elementami muzyki elektronicznej i R&B.
W listopadzie 2024 roku wydał czwarty album studyjny zatytułowany Cosa nuestra. Album ten inspirowany był kulturą portorykańską lat 70. i zawierał mieszankę salsy, reggaetonu oraz innych gatunków muzycznych. Na płycie gościnnie wystąpili tacy artyści jak Laura Pausini, Romeo Santos i Bad Bunny.
Na przestrzeni swojej kariery zdobył liczne nagrody i nominacje, w tym dwie nagrody Latin Grammy oraz nominacje do nagrody Grammy. Jego innowacyjne podejście do muzyki i zdolność do łączenia różnych stylów uczyniły go jednym z najważniejszych artystów współczesnej sceny muzyki latynoskiej.